# Margetshöchheim
Margetshöchheim ist eine Gemeinde und ein Dorf im unterfränkischen Landkreis Würzburg.

## Geographie
Margetshöchheim liegt etwa zehn Kilometer nördlich von Würzburg am linken Ufer des Mains in Sichtweite der auf dem rechten Ufer des Mains gelegenen Gemeinde Veitshöchheim.
Die Gemeinde hat nur einen Gemeindeteil. Durch den Ort verläuft der Fränkische Marienweg.

### Nachbargemeinden
Im Norden liegt die Gemeinde Erlabrunn (3 km), mit der Margetshöchheim eine Verwaltungsgemeinschaft bildet, außerdem Leinach (5 km) und Zell am Main im Süden sowie Veitshöchheim im Osten auf der gegenüberliegenden Mainseite.

## Name

### Etymologie
Der ursprüngliche Name Hochheim besteht aus dem althochdeutschen Adjektiv hôch und dem althochdeutschen Wort heim. Später wurde der Name der Kirchenpatronin Margareta von Antiochia hinzugefügt, um den Ort von Veitshöchheim auf der gegenüberliegenden Mainseite zu unterscheiden.

### Frühere Schreibweisen
Frühere Schreibweisen des Ortes aus diversen historischen Karten und Urkunden:
- 1153 Hocheim
- 1330 Hochheim sanctae Margarethae
- 1362 Margreten Hoecheim
- 1373 Sant Margarethen Hochheim
- 1376 Margarethenhoecheim
- 1378 Margetenhocheim
- 1461 Margrethocheim
- 1590 Margethochheim
- 1801 Margetshoechheim
- 1820 Margetshöchheim

## Geschichte

### Bis zur Gemeindegründung
Eine Urkunde aus dem Jahr 1227 erwähnt erstmals die Einwohner von Hochheim links des Mains. 1330 wurde der Ort „Hochheim sanctae Margarethae“ genannt. Als Teil des Hochstifts Würzburg, das zum Fränkischen Reichskreis gehörte, wurde Margetshöchheim 1803 zugunsten Bayerns säkularisiert, dann im Frieden von Preßburg (1805) Erzherzog Ferdinand von Toskana zur Bildung des Großherzogtums Würzburg überlassen, mit dem es 1814 endgültig an Bayern fiel. Im Zuge der Verwaltungsreformen in Bayern entstand mit dem Gemeindeedikt von 1818 die heutige Gemeinde. Um die Jahrhundertwende wurde der Sängerverein Margetshöchheim gegründet.
In den Jahren 1945/1946 wurde durch den Lohndrescher Heinrich Wittstadt der Margetshöchheimer Ortsverband der CSU gegründet. Ermuntert dazu hatte ihn der bis 1945 sechs Jahre im KZ Buchenwald inhaftierte Würzburger Rechtsanwalt und Notar Ernst Döhling (1881–1953).

### Kloster
1865 entstand das Kloster Maria Stern der Franziskanerinnen aus Augsburg, das bis zum Juli 2003 Bestand hatte.

### Schule
Am 1. August 1969 wurde die Verbandsschule Margetshöchheim gegründet, an der auch Schulklassen von Erlabrunn, Unterleinach, Oberleinach, Leinach und Zell unterrichtet wurden.

### Einwohnerentwicklung
- 1950: 1664 Einwohner
- 1961: 1715 Einwohner[9]
- 1970: 2236 Einwohner
- 1987: 2768 Einwohner
- 1991: 3130 Einwohner
- 1995: 3331 Einwohner
- 2000: 3243 Einwohner
- 2005: 3243 Einwohner
- 2010: 3243 Einwohner
- 2015: 3104 Einwohner

Im Zeitraum 1988 bis 2018 stieg die Einwohnerzahl von 2782 auf 3082 um 300 Einwohner bzw. um 10,8 %. 1995 hatte die Gemeinde 3331 Einwohner.
Quelle: BayLfStat

## Politik

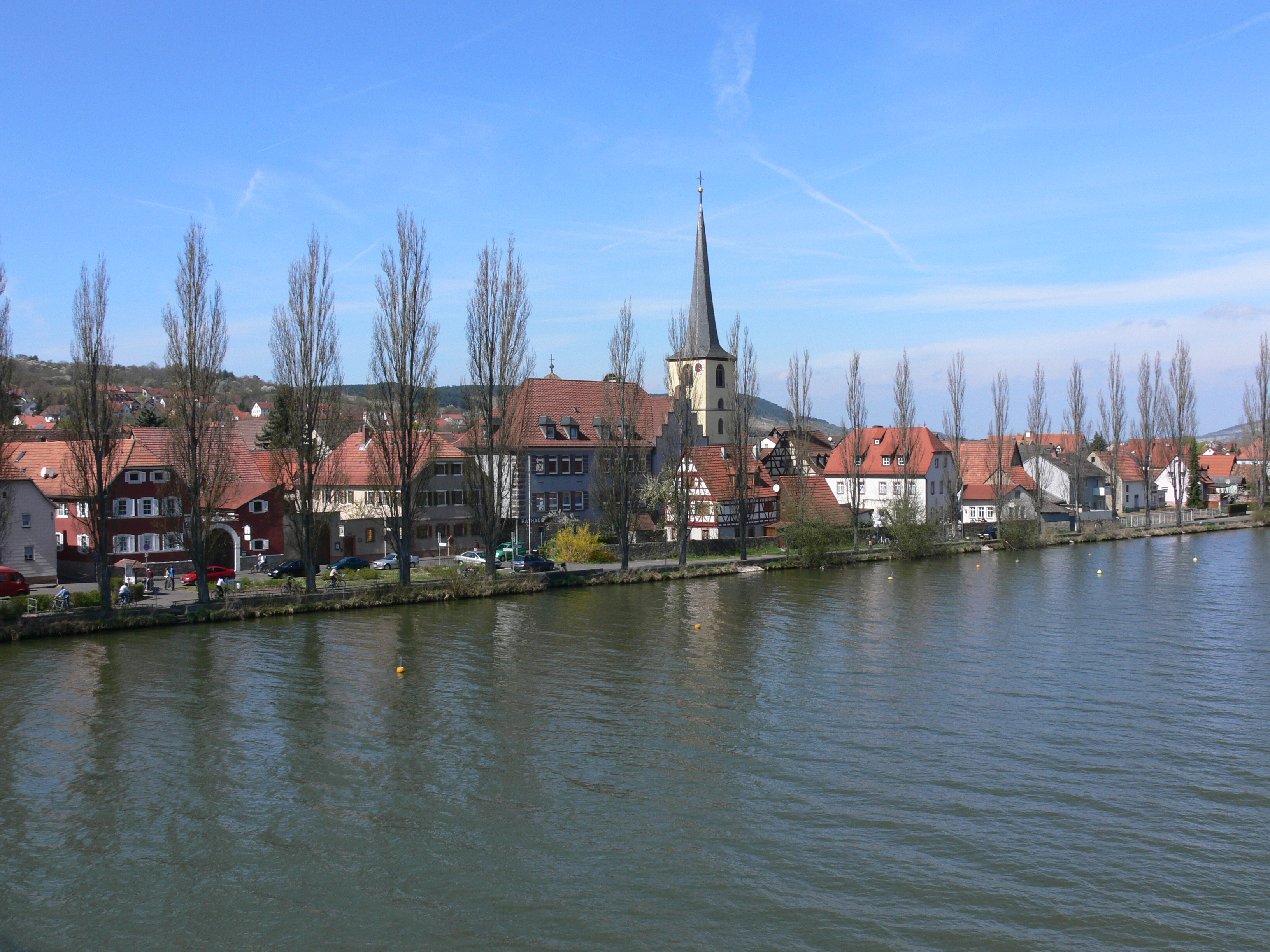
Ortsbild von Margetshöchheim

- CSU: 7
- MM: 5
- SPD: 4

SPD einschließlich UB

### Bürgermeister
Erster Bürgermeister ist seit dem 1. Mai 2008 Waldemar Brohm (CSU). Bei der Kommunalwahl vom 15. März 2020 wurde dieser mit 86,74 % der Stimmen wiedergewählt. Am 5. Mai 2020 wurde Norbert Götz (CSU) zum Zweiten Bürgermeister der Gemeinde Margetshöchheim gewählt.

### Gemeinderat
Bei der Kommunalwahl vom 15. März 2020 haben von den 2592 Stimmberechtigten 1847 von ihrem Wahlrecht Gebrauch gemacht, womit die Wahlbeteiligung bei 71,26 % lag.

### Wappen
| Wappen von Margetshöchheim | Blasonierung: „In Rot ein linksgewendeter, rückschauender, zweibeiniger, golden bewehrter, silberner Drache, hinter ihm ein wachsendes silbernes Lateinisches Kreuz mit Prankenenden und vier Winkelstrahlen, eine schwebende, dreikleeblättrige, goldene Krone durchsteckend.“ |
| Wappen von Margetshöchheim | Wappenbegründung: Bereits in einem Dorfgerichtssiegel aus dem 17. Jahrhundert war die ursprüngliche Kirchenpatronin und Ortsnamensgeberin St. Margaretha als Darstellung zu sehen. Im heutigen Wappen erscheinen allein ihre Attribute – Drache, Kreuz und Krone. Die Farben Rot und Silber erinnern an die Jahrhunderte lange Zugehörigkeit des Ortes zum Hochstift Würzburg. Das Wappen wurde von Fritz Kretschmer aus Schweinfurt entworfen und am 15. Juni 1962 genehmigt. |

Die Gemeindeflagge ist rot-weiß.

### Gemeindepartnerschaften
Partnergemeinde von Margetshöchheim ist seit 1993 Biéville-Beuville im nordfranzösischen Département Calvados in der Region Normandie.

## Kultur und Sehenswürdigkeiten

### Sport
Die drei großen Sportvereine waren bis 2006 der Fußballverein Margetshöchheim (FVM), der Tennisclub Margetshöchheim (TCM) und der Turner Bund Jahn Margetshöchheim (TBJ). Dort wird eine Vielzahl an Sportarten angeboten. Die Verhandlungen über eine Fusion wurden mit der Mitgliederversammlung am 16. März 2006 abgeschlossen: Der neue Verein heißt nun Sportgemeinschaft Margetshöchheim 06 e. V.

### Regelmäßige Veranstaltungen
Einmal im Jahr findet in Margetshöchheim das Margaretenfest statt. Termin ist das vorletzte Wochenende im Juli. Am Margaretenfest nehmen fast alle größeren Margetshöchheimer Vereine mit Ständen und Buden teil. Es wird seit über zehn Jahren in der Mainstraße abgehalten. Das Fest zeichnen ein großes Angebot an heimischen und internationalen Speisen und Getränken sowie in besonderem Maße die idyllische Lage am Main aus.

## Wirtschaft und Infrastruktur

### Arbeitsplätze
2017 gab es in der Gemeinde 333 sozialversicherungspflichtige Arbeitsplätze. Von der Wohnbevölkerung standen 1126 Personen in einem versicherungspflichtigen Beschäftigungsverhältnis. Damit war die Zahl der Auspendler um 793 Personen größer als die der Einpendler. 31 Einwohner waren arbeitslos.

### Verkehr
Margetshöchheim liegt an der Staatsstraße 2300, ca. sieben Kilometer mainabwärts von Würzburg.
Der Ort ist über die Buslinien 521, 522 und 523 an die Stadt Würzburg angebunden. Für den Berufs- und Schülerverkehr fahren die Busse im 20-Minuten-Takt nach Würzburg (über Zell am Main), tagsüber alle 30 Minuten. Auch die Nachbarorte Erlabrunn und Leinach werden von diesen Linien mitbedient,
Die Schnellfahrstrecke Hannover–Würzburg durchquert das Gemeindegebiet auf der Maintalbrücke Veitshöchheim, dem Neubergtunnel und im Eichelbergtunnel.
Margetshöchheim ist auch mit dem Fahrrad (Radweg am Main), mit der Mainfähre von Würzburg Alter Kranen und auf einem kurzen Fußweg über den Ludwig-Volk-Steg von Veitshöchheim zu erreichen.

### Öffentliche Einrichtungen
Die Gemeinde verfügt über
- eine Freiwillige Feuerwehr,
- einen Kindergarten und eine Kinderkrippe mit zusammen 117 Plätzen und 108 Kindern (Stand 1. März 2018),
- eine Grund- und Mittelschule mit zusammen 264 Schülern in 13 Klassen (Schuljahr 2017/18),
- ein Jugendzentrum und
- seit 1. Juli 2011 eine Tagespflege für ältere Mitbürger.